# Carmen Alborch
Carmen Alborch Bataller (Castellón de Rugat, 31 ottobre 1947 – Valencia, 24 ottobre 2018) è stata una scrittrice e politica spagnola, senatrice socialista e Ministro della Cultura,  dal 1993 al 1996, nell'ultimo governo di Felipe González.

## Biografia
Carmen Alborch è nata nella città di Castellón de Rugat; era la maggiore di quattro fratelli (Carmen, Miguel, Vicenta e Rafael). Quando aveva appena un anno, i suoi genitori, Rafael Alborch Cortell († 1996) e Vicenta Bataller Soler († 2012), si trasferirono a Valencia. Ha studiato giurisprudenza all'Università di Valencia, laureandosi nel 1970 e conseguendo il dottorato cum laude nel 1973. Ha lavorato all'Università di Valencia come professore ordinario di diritto commerciale e, successivamente, è stata preside della Facoltà di Giurisprudenza.

### Instancabile femminista
Durante la sua carriera pubblica, è stata un'instancabile combattente per i diritti e l'uguaglianza delle donne. È stata membro onorario dell'Associazione Classica e Moderna e dell'Associazione Donne Ricercatrici e Tecnologhe (AMIT).
Nel suo ultimo discorso e nel suo libro Libertad, ha sostenuto:
Considerava il femminismo un atteggiamento vitale:

### Ministro della Cultura
Carmen Alborch e Esperanza Bosch alla Gender Studies Summer University. Palma di Maiorca 2015
È stata direttrice generale della Cultura della Generalitat Valenciana e direttrice dell'Istituto Valenciano di Arte Moderna (IVAM). Nel 1993 Felipe González la nominò Ministro della Cultura, incarico che ricoprì durante la V Legislatura nonostante all'epoca non fosse membro del PSOE. Nella VI, VII e VIII Legislatura è stata deputata del PSOE per il collegio elettorale di Valencia.
Era una candidata del PSPV-PSOE a sindaco della città di Valencia alle elezioni municipali del 2007 tenutesi il 27 maggio, ma ha perso a favore di Rita Barberá, candidata del Partito popolare. È stata consigliere e portavoce del PSPV-PSOE nel Comune di Valencia, nonché Primo e terzo Segretario del Tavolo del Senato.
Nelle elezioni generali spagnole del 2008 è stata eletta senatrice per Valencia, essendo la quarta candidata più votata nella circoscrizione. Alle elezioni regionali del 2011 non si è presentata e alle elezioni politiche del 20 novembre 2011 ha riconvalidato il suo seggio al Senato.
Morì a Valencia il 24 ottobre 2018, a causa di un cancro.

## Opere
È stata autrice di numerosi articoli su cultura, politica e femminismo, ha scritto diversi libri sull'argomento e ha partecipato a numerosi forum sui diritti delle donne, il femminismo e l'uguaglianza. Nel suo ultimo libro, The Pleasures of Age, ha denunciato il doppio standard per misurare l'età che colpisce le donne con particolare severi.
- Alborch, Carmen, Solas: gozos y sombras de una manera de vivir, Ediciones Temas de Hoy, S.A., 1999, ISBN 978-84-7880-968-4.
- Alborch, Carmen, Malas: rivalidad y complicidad entre mujeres, Aguilar, 2002, ISBN 978-84-03-09294-5.
- Alborch, Carmen, Libres: Ciudadanas del mundo, Aguilar, 2004, ISBN 978-84-03-09507-6.
- Alborch, Carmen, La ciudad y la vida, RBA Libros, 2009, ISBN 978-84-9867-655-6.
- Alborch, Carmen, Los placeres de la edad, Espasa Libros, 2014, ISBN 978-84-6704-146-0.
- Alborch, Carmen, El derecho de voto del accionista: supuestos especiales, Editorial Tecnos, 1977, ISBN 978-84-309-0744-1.
- Alborch, Carmen, Las sociedades financieras regionales en Italia, Fundación Juan March, 1985, ISBN 978-84-7075-307-7.

Come coautrice:
- Alborch, Carmen; Perera, Fernando, La ciudad hispanorromana, Àmbit Serveis Editorials, S.A., 1993, ISBN 978-84-87342-92-9.
- Alborch, Carmen; Perera, Fernando; Toyama, Atsuko, Momoyama: la edad de oro del arte japonés, Àmbit Serveis Editorials, S.A., 1994, ISBN 978-84-87342-22-6.
- Alborch, Carmen; Perera, Fernando, Centro y periferia: en la modernización de la pintura española, 1880-1918, Àmbit Serveis Editorials, S.A., 1994, ISBN 978-84-87342-93-6.